# Uzsuri járás
Az Uzsuri járás (oroszul: Ужурский район) Oroszország egyik járása a Krasznojarszki határterületen. Székhelye Uzsur.

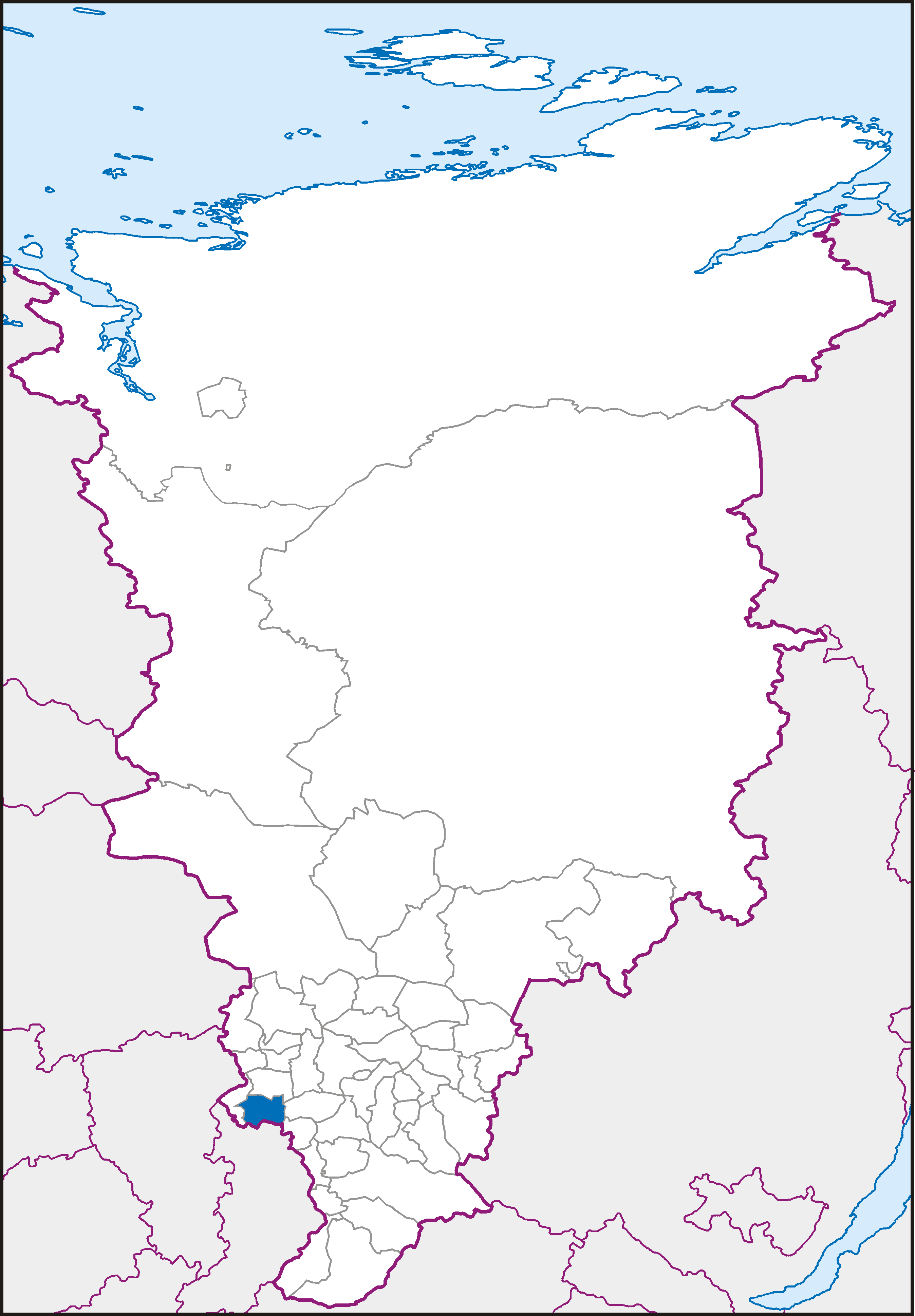
Az Uzsuri járás a Krasznojarszki határterületen

## Népesség
- 2002-ben 36 169 lakosa volt.
- 2010-ben 33 737 lakosa volt.